# Geometria afim
Geometria afim é a geometria que não está envolvida em quaisquer noções de origem, extensão ou ângulo, mas com as noções de subtração dos pontos, gerando um vetor.
Ela ocupa um terreno intermediário entre a geometria euclidiana e a geometria projetiva. É a geometria do espaço afim, de uma dada dimensão n, coordenada sobre um corpo K.
Há também (em duas dimensões) uma generalização combinadora do espaço afim, desenvolvendo-se em uma completa geometria finita, e  a geometria afim está em dominante tradição nos Séculos XIX e vinte.

## Experiência intuitiva
A geometria afim pode ser explicada como uma geometria dos vetores, mas não envolve quaisquer noções de coordenada, comprimento ou ângulo. Um espaço afim é diferenciado de um espaço vetor de mesma dimensão por ele se esquecer da origem 0. Esse pensamento é observado em alguns textos antigos de matemática que falavam sobre a origem de vetores livres.

## Aplicações e relações
As noções de geometria afim têm aplicação na geometria diferencial e, por causa de relações próximas da álgebra linear, elas não são completamente afastadas. Para a sua existência conjunta há várias leis.

## Transformações afins
De acordo com o programa de Erlanger, podemos dizer que a geometria afim é um grupo fundamental das transformações simétricas. Ela pode ser definida resumidamente como um espaço vetor V. O grupo geral linear GL(V) não é todo o grupo afim; nós devemos permitir as translações de vetores v em V (como as translações dos mapas de qualquer w em V para w+v). Os grupos afins são generalizados pelo grupo geral linear, e as translações, que nada mais são do que seus produtos semidiretos de {\displaystyle V\rtimes \mathrm {GL} (V)} (onde pensamos que V pertence a essa operação de adição  e usa representações definidas de GL(V) sobre V para definir o produto semidireto).

## Teoremas afins
Consequentemente identificamos teoremas afins em qualquer resultado geométrico que pode ser determinado em termos de variante em um grupo afim. Um exemplo é a geometria plana dos triângulos, que menciona a interação das linhas  e o seu encontro no vértice até o ponto mediano do lado oposto (no incentro e no baricentro). O conceito de ponto central é uma variante da variante afim; mas há outros exemplos clássicos (teoremas de Ceva e Menelau).
Esses teoremas são notáveis por possuírem provas por métodos vetoriais. Nota-se que a lógica ruma a uma única direção: se um teorema é um teorema afim não há motivos de comprová-lo que ele é afim por meio de vetores. E isso não se move de outro modo, e essa é uma maneira de provar. Isso é desejável para um ponto de vista geométrico, mais prático que arranjar provas por meio da Geometria analítica. Mas isso é uma questão para estudos axiomáticos. (denominado de sintético pelo ponto de vista.
Invariantes afins podem estar contida em cálculos. Por exemplo, as linhas que dividem um espaço de um triângulo em duas metades iguais a partir de um invólucro dentro do triângulo. A proporção da área do invólucro para a área do triângulo é uma variante afim, e isso apenas precisa ser calculado de um simples caso como uma unidade isósceles no ângulo direito do triângulo, que resulta {\displaystyle {3 \over 4}\log _{e}(2)-{1 \over 2}}, i.e. 0.019860... ou menor que dois por cento para todos os triângulos.

## O que é o espaço afim?
Em termos de afim, o espaço afim têm três significados, dependendo de quem formula o conceito; os três significados são equivalentes. Na geometria projetiva isso significa o complemento dos planos (o hiperplano) no infinito (veja também espaço projetivo). Também há uma outra definição desse conceito: os espaços afins são os espaços investigados na geometria afim. e há um terceiro modo de definir isso, começando por um espaço vetor. Atualmente o espaço de translações em um espaço afim retorna como uma cópia simplificada do espaço vetor. Isso requer dar um termo consistente entre todos esses pensamentos sobre o espaço afim e a construção de um espaço afim em um espaço vetor.
Observe que a combinação dos vetores V - W, não se tornará diferente de outro resultado, (sendo V movente contínuo em apenas uma direção, e W realiza a mesma função em outro sentido contrário). com cálculos computacionais, isso apenas se restringe à resultados lineares da combinação de vetores, com a adição de coeficientes iguais a zero: eles possuem a mesma propriedade, e precisamente as somas podem ser expressas por simples combinações das somas V - W'. Isso nos mostra que há uma maneira de explicar os conceitos de espaço afim: ele é um espaço vetor com as operações de multiplicação e subtração escalares. É uma maneira precisa para "se esquecer das origens".

## Uma definição abstrata
Esta é mais precisa e atual (porém, com um custo). Para qualquer grupo G há uma noção de princípio de homogenização espacial para G: como um conjunto S com G ações em uma direção isomórfica, é possível se realizar uma multiplicação. Um espaço afim A para um espaço vetor V é uma das formas do princípio homogêneo de espaço; sendo usada para uma multiplicação de A com um conceito bem definido.

## Um conceito sintético
A ampliação de outros conceitos geométricos, gera uma complexidade geralmente definida como planos afins. Essa é um conceito partido de uma bidimensional geometria afim, que tem relações com pontos e linhas (e em algumas vezes nos hiperplanos ou altas dimensões. Definido-se as geometrias afins (e a geometria projectiva) em um único sentido, elas chegam a interagir com pontos e linhas ou (hiperplanos) ao invés de coordenadas, tomando por exemplo os campos coordenados. Um teorema ampliado que contêm esses exemplos possui duas dimensões. Exemplos finitos em duas dimensões (planos afins finitos-infinitos) são fundamentais para o estudo das configurações em finitos e infinitos espaços afins, na teoria dos conjuntos e na análise combinatória.
Apesar de serem bem menores os conceitos investigados, os conceitos pesquisados obtêm grande sucesso  juntamente com outras partes da geometria, principalmente quando envolvem simetrias.  